# Ziff Davis
Ziff Davis Media Inc. est un groupe de presse américain dont le siège social est à New York. L'entreprise est une filiale de J2 Global.

## Histoire
L'histoire du groupe commence en 1927 avec la rencontre de William Bernard Ziff, Sr. (en) (1898-1953) et de Bernard George Davis (en) (1906-1972). William Bernard Ziff commence sa carrière dans la publicité, en ouvrant une agence à Chicago en 1920. Trois ans plus tard, il lance un périodique, Ziff's Magazine, contenant des nouvelles humoristiques, rebaptisé en 1926, America's Humor. Lors d'un congrès estudiantin sur l'humour, Ziff rencontre Bernard George Davis, alors rédacteur en chef d'un fanzine publié par l'université de Pittsburgh, et le nomme directeur de America's Humor, puis de Popular Aviation, qui tire à 100 000 exemplaires en 1929. Ce n'est qu'en 1936, qu'est fondée Ziff-Davis Publishing Company. En mai suivant, est lancé Popular Photography Magazine. En 1938, sont rachetés Radio News et Amazing Stories. En 1946, Bernard George Davis est nommé président de la société.
En octobre 1954, est lancé Popular Electronics (en), qui devient un gros succès de presse : fort de près de 500 000 lecteurs, en janvier 1975, il titre sur l'Altair 8800 et déclenche un engouement pour la micro-informatique. En octobre 1982, le magazine est rebaptisé Computers & Electronics.
Dans les années 1980 et 1990, Ziff Davis est un des grands acteurs médias dans le secteur des technologies et de l'informatique avec ses magazines spécialisés (PC Magazine, EGM, ' Games for Windows, etc.), puis ses sites webs high-tech (PCMag.com, ExtremeTech, 1UP, etc.).
En 2000, Ziff Media a été acquis par Willis Stein & Partners, un spécialiste des rachats à effet de levier pour 780 millions de dollars. Il possède alors 85 % du capital. Après quelques années, souffrant de la concurrence d'Internet, le groupe connaît des vagues de désabonnements pour ses magazines, mettant en danger son existence même. De 2001 à 2007, ses recettes publicitaires sont passées de 215 à 40 millions de dollars et son chiffre d'affaires a été divisé par quatre. En mars 2008, Ziff Davis se déclare en faillite et utilise le chapitre 11 de la loi sur les faillites des États-Unis pour se restructurer. 
Le repositionnement sur Internet et le conseil aux entreprises qui s'ensuivit fut efficace, après le rachat par Great Hill Partners, une société de capital-investissement basée à Boston. Après recapitalisation, Ziff Davis est vendue le 16 novembre 2012 à j2Global pour 175 millions de dollars.
Entre 2013 et 2023, Ziff Davis n'a cessé d'acquérir des sociétés. Son chiffre d'affaires dépassait en 2020 le milliard de dollars.